# هاك مايرز
هاك مايرز (بالإنجليزية: Hack Meyers)‏ هو مصارع محترف أمريكي، ولد في 7 ديسمبر 1973 في بالتيمور في الولايات المتحدة، وتوفي بنفس المكان في 5 ديسمبر 2015.

## روابط خارجية
- هاك مايرز على موقع CageMatch worker (الإنجليزية)
- هاك مايرز على موقع قاعدة بيانات المصارعة على الإنترنت (الإنجليزية)
- هاك مايرز على موقع عالم المصارعة على الإنترنت (الإنجليزية)
- هاك مايرز على موقع عالم المصارعة على الإنترنت (الإنجليزية)